# Belägringen av Älvsborg
Belägringen av Älvsborg utkämpades mellan 5 och 24 maj 1612 under kalmarkriget. Älvsborgs fästning skyddade Göta älvs mynning och utgjorde det enda svenska andningshålet längs västkusten. Fästningen belägrades av en dansk armé på 10 300 man under Kristian IV under nitton dagars tid, tills kommendanten Olof Stråle kapitulerade den 24 maj.

## Bakgrund
I början av år 1612 begav sig Gustav II Adolf till Ryssby i närheten av Kalmar för att förbereda ett anfall mot det danska Skåne. Innan företaget hann komma i stånd bröt emellertid danska trupper in över den svenska sydgränsen i slutet av januari och brände bland annat Kronobergs slott.  Samtidigt trängde en annan dansk armé på 4 000 man in från Halland och erövrade Nya Lödöse men misslyckades att inta Gullbergs fästning. 
Istället för att inleda en tidsödande belägring trängde danskarna längre in i Västergötland och brände Skara för att sedan tåga tillbaka. Gustav II Adolf svarade med att under februari månad dra sig ner i nordöstra Skåne där Vä och Åhus brändes. Efter ett katastrofartat slag vid Vittsjö den 11 februari drog sig svenskarna dock tillbaka över gränsen.  
På den västra krigsskådeplatsen gick en svensk styrka under Johan av Östergötland in i Halland men tvingades att retirera inför en dansk armé under Kristian IV:s personliga befäl som dock besegrades vid Kölleryd den 21 februari. Trots nederlaget inledde Kristian en ny offensiv redan i april samma år då danska trupper avancerade mot Kalmar och Älvsborg. 
På den svenska sidan hade man stora svårigheter att samla tillräckliga styrkor för att kunna möta de danska anfallen. Under april månad gjordes upprepade försök att sända förstärkningar till Älvsborg då kommendanten, Olof Stråle, klagade över fästningens svaghet. Gustav II Adolf kände stor oro av Älvsborgs utsatthet och utnämnde därför den av honom betrodde Nils Stiernsköld till ståthållare på fästet, han skulle dock aldrig hinna dit. I början av maj omringades fästningen av 10 300 danska soldater under Kristian IV. Garnisonen uppgick då till endast 400 man med ett fyrtiotal, mestadels lätta, artilleripjäser. De utlovade förstärkningarna inte hade kommit fram i tid. 
Älvsborgs fästning var belägen på en hög klippa som delvis stupade brant mellan 15 och 20 meter Den östra sidan var mindre brant och dessutom låg fästet på denna sida på endast 200 meters håll från den så kallade Skinnarklippan på vilken det låg ett blockhus försett med ett par artilleripjäser. Vallgraven runt fästningen var ytterst svagt byggd och de torn, varifrån man skulle skjuta flankerande eld ifrån var dåligt utrustade. 

## Belägringen
Den 5 maj genomförde Kristian IV en personlig rekognosering av de svenska försvarsverken varefter försök inleddes att bryta vattenförbinelsen mellan Älvsborg och den närliggande fästningen Gullberg. Från transportflottan och Bohus fästning anlände tunga belägringskanoner och stora mängder övrig utrustning inför belägringen. Samtidigt som detta skede gick danska förband i ställning vid Mölndal för att hindra eventuella svenska undsättningsförsök. 
Redan den 8 maj kunde danskarna avleda vattnet från Älvsborgs vallgrav och löpgravarna borrade sig snart allt närmare fästet. De svenska utanverken på Skinnarkullen erövrades fyra dagar senare och den 15 erbjöd Kristian IV Stråle att kapitulera. Stråle begärde ett 14 dagar långt stillestånd vilket den danske kungen avvisade. Den 17 hade de danska mineringsarbetena under jord kommit så långt fram att man nått ett knappt tiotal meter in under fästningsvallen. 
Under ett utfall från garnisonen senare samma dag lyckades svenskarna visserligen att tillfälligt återerövra Skinnarklippan bara för att ställningen åter skulle falla i danskarnas händer. Under natten till den 22 intensifierades den danska beskjutningen och följande morgon mellan klockan halv sju och halv nio lyckades man skjuta en bräsch i muren. Eldgivningen avbröts och Kristian uppmanade åter Stråle att kapitulera men efter två timmars betänketid avvisades också detta anbud. 
Eter ytterligare några timmars artilleribeskjutning inleddes vis sju-tiden på kvällen en stormning genom bräschen av fyra kompanier engelska soldater i dansk tjänst. Engelsmännen slog sig in i det delvis raserade flankeringsverket men drevs snart ut av försvararna. Enligt vissa källor utförde danskarna ännu ett anfall som också slogs tillbaka av garnisonen men det kan dock röra sig om en sammanblandning med den första stormningen. 
Klockan 8 följande morgon erbjöd Kristian IV åter kapitulation. Denna gång accepterade Stråle och den överlevande garnisonen om 250-300 man, inklusive sjuka och sårade, fick fritt avtåg. Klockan nio på morgonen den 24 maj tog danskarna fästningen i besittning. I det danska krigsbytet ingick, förutom ammunition och proviant, sex svenska örlogsfartyg som tidigare sänkts av garnisonen. Den 1 juni kapitulerade även Gullberg efter en kort belägring och de segerrika danskarna demolerade grundligt fästet.

## Följder
Med erövringen av Älvsborg hade danskarna besatt Göta älvs mynning och därmed skurit av Sverige från Västerhavet. Trots energiska svenska försök till att återfå fästningen vid fredsförhandlingarna följande år men tvingades att betala en enorm summa på 1 miljon riksdaler för att återfå den. En liknande episod utspelade sig även efter freden i Nordiska sjuårskriget år 1571 och de båda händelserna brukar gemensamt gå under namnet Älvsborgs lösen.